# Adolfo Bioy Casares
Adolfo Bioy Casares (15. září 1914, Buenos Aires – 8. březen 1999, Buenos Aires) byl argentinský spisovatel, jehož manželkou byla Silvina Ocampová, sestra argentinské spisovatelky Victorie Ocampové.

## Život a dílo
Značná část jeho díla spadá do žánru sci-fi & fantasy. Byl blízkým spolupracovníkem a přítelem Jorge Luis Borgese, potkali se roku 1932, vydávali společně také literární časopis Destiempo, napsali společně několik knih (např. La nueva tormentera, Nová bouře, z roku 1935) a sestavili také vlivnou antologii fantastické literatury (SF Antologia de la literatura fantástica, 1940).
V roce 1990 se stal nositelem Cervantesovy ceny za literaturu.

### Morelův vynález (1940)
Proslavil ho především román Morelův vynález (La invención de Morel), který vydal roku 1940 (česky vyšel prvně roku 1988). Nešťastný vědec Morel v něm sestaví simulátor, v němž chce prožívat stále dokola jen ty šťastné momenty svého života. Umístí přístroj na pustý ostrov, ovšem netuší, že ho obývá trosečník, který tak začne události vychylovat novým směrem.

## České překlady ze španělštiny
- Fantastické povídky (Originál: Historias fantásticas; Historias de amor). 1. vyd. Praha: Odeon, 1981. 303 S. Překlad: František Vrhel
- Morelův vynález (Originál: La invención de Morel). 1. vyd. Praha: Odeon, 1988. 155 S. Překlad: František Vrhel
  - 2. vyd. Praha: Dokořán, 2017. 123 S. Překlad: František Vrhel
- Plán úniku (Originál: Plan de evasión). 1. vyd. Brno: Julius Zirkus, 2003. 215 S. Překlad: Anežka Charvátová

## Fotogalerie

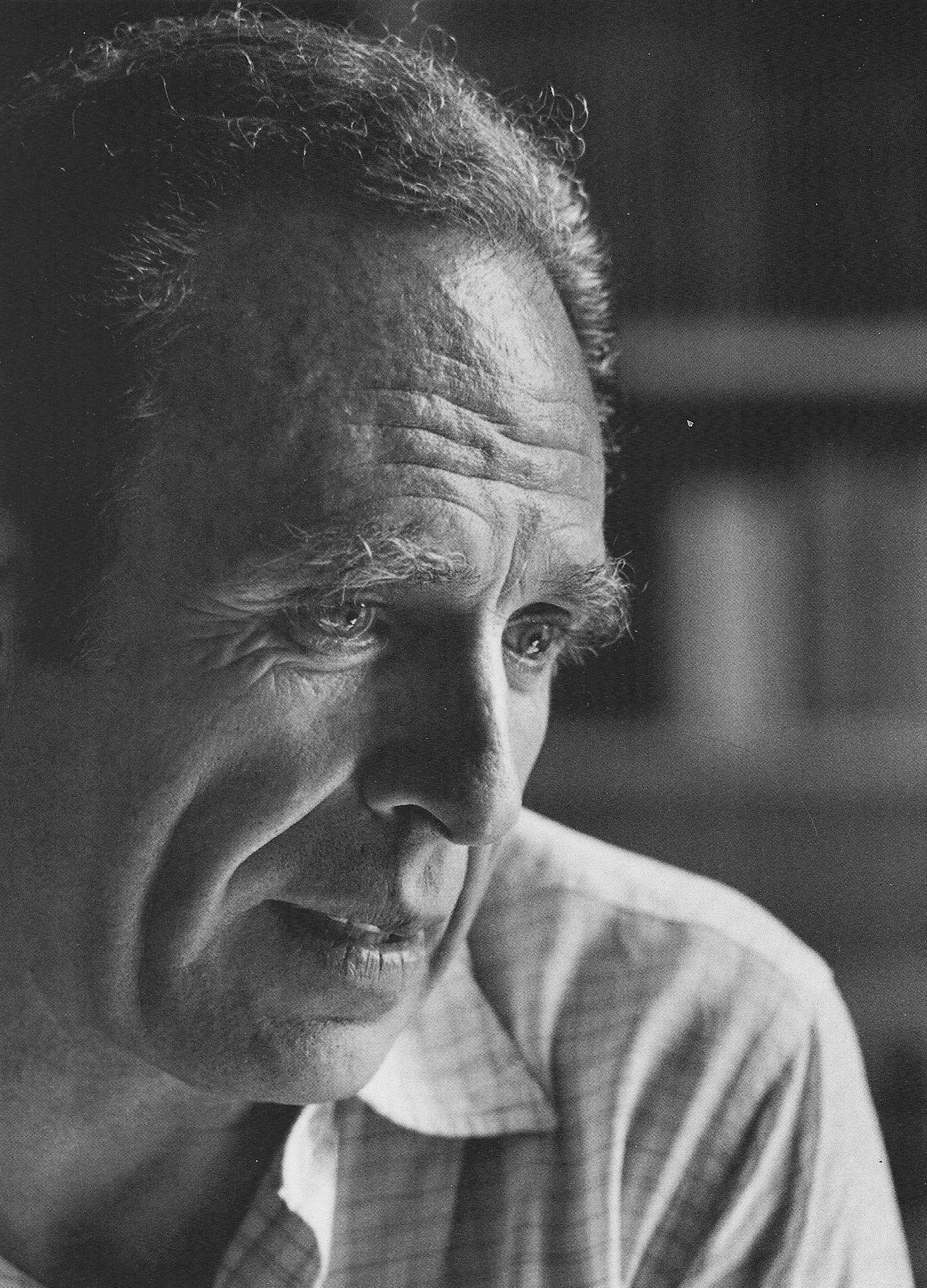
Adolfo Bioy Casares (1968)
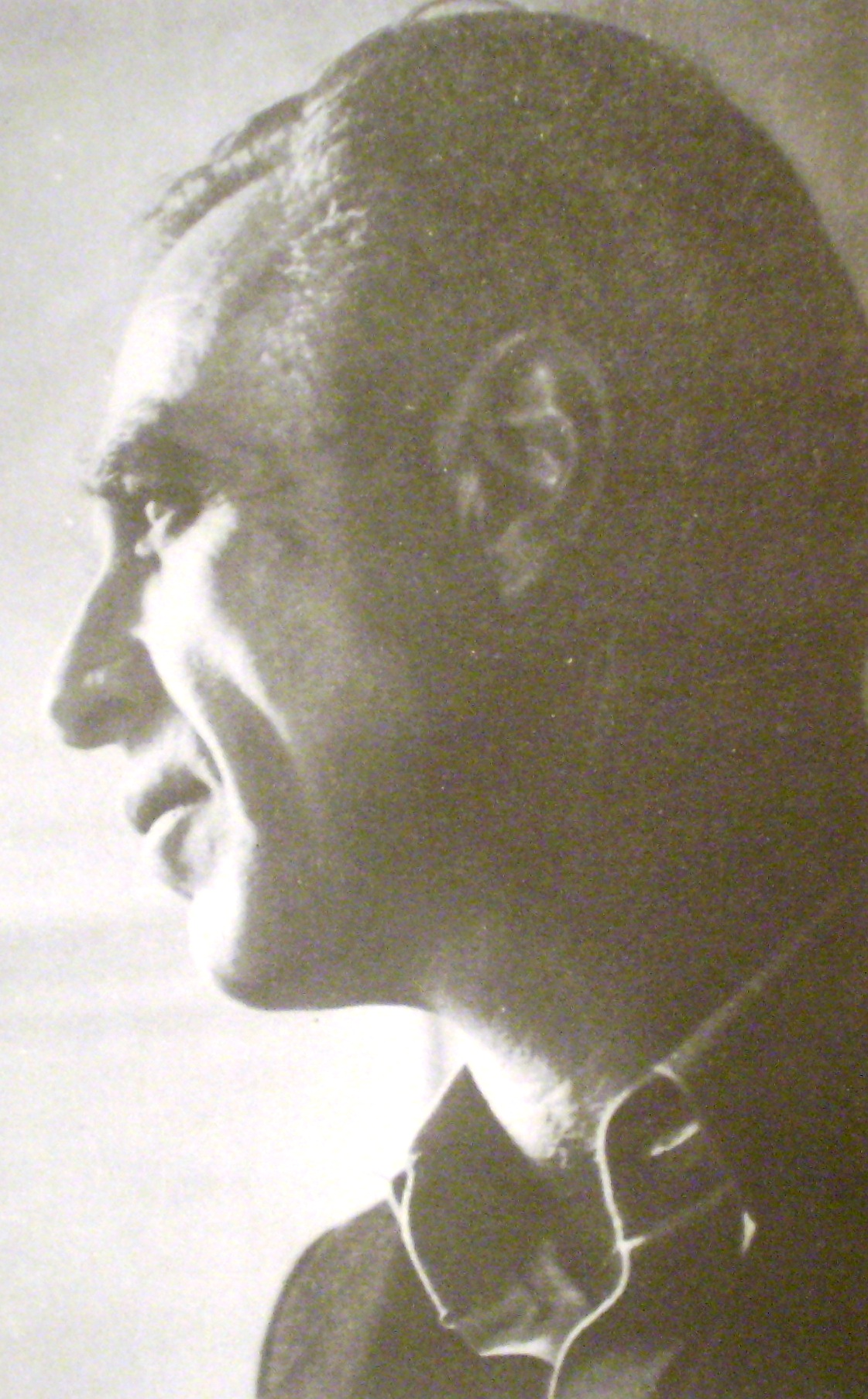
Adolfo Bioy Casares
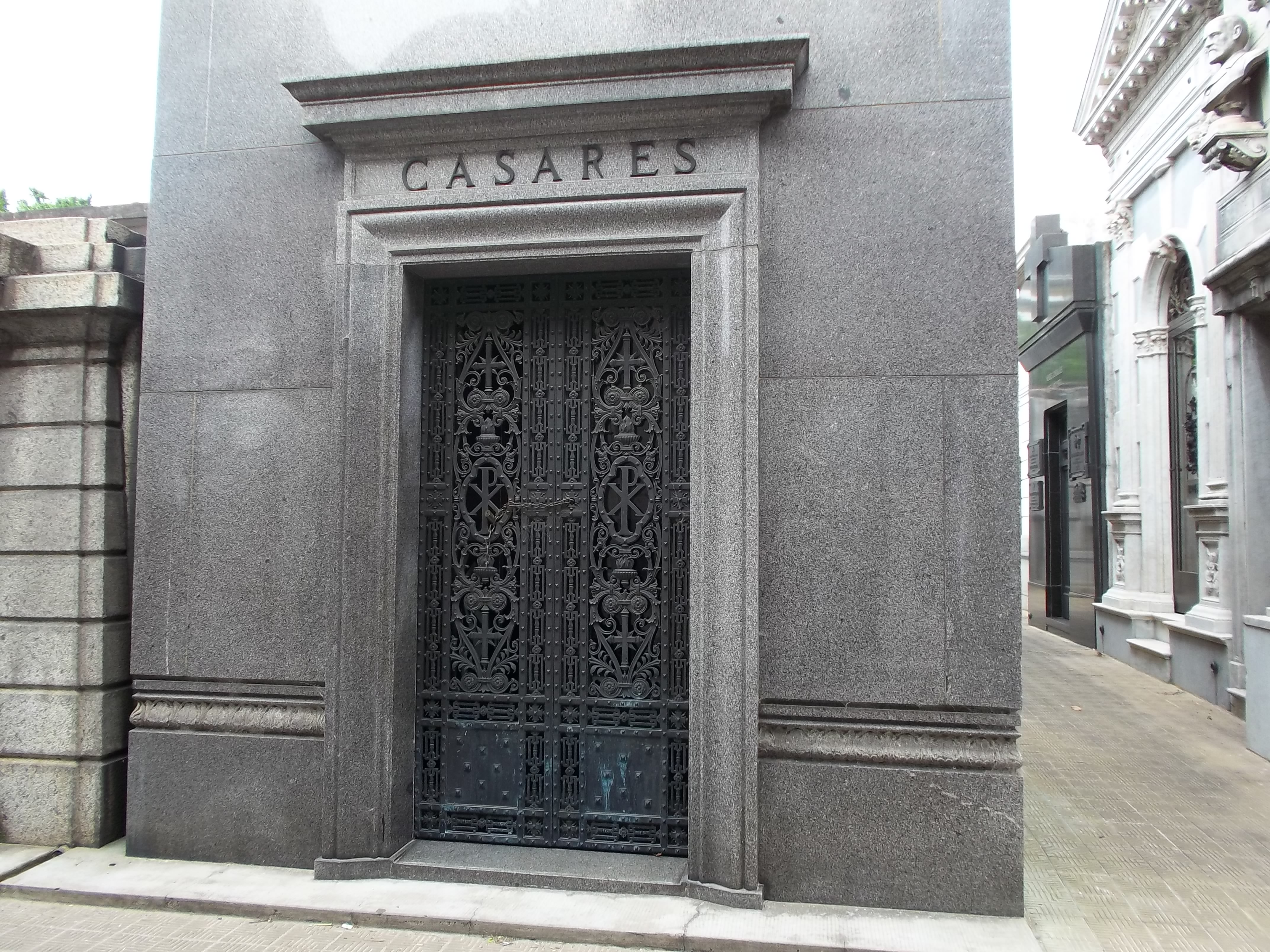
Hrob v Buenos Aires (Cementerio de la Recoleta)
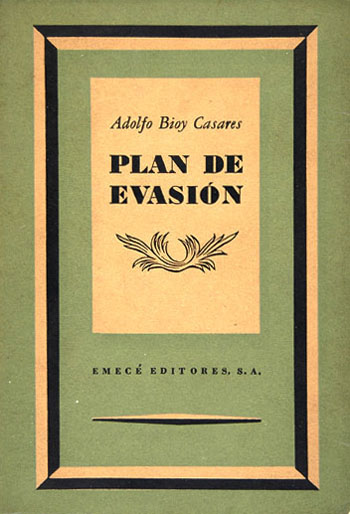
Obálky knihy Plan de evasión, česky vydáno jako Plán úniku